# Domenico Nordio
Domenico Nordio (Piove di Sacco, 21 maart 1971) is een Italiaans violist.

## Bekendheid
Nordio studeerde viool bij Corrado Romano en Michèle Auclair. Hij begon zijn concertcarrière heel jong, door het winnen van de Vercelli "Viotti" International Competition op 16-jarige leeftijd, met Yehudi Menuhin als voorzitter van de jury. Successen volgden op wedstrijden zoals de Thibaud, de Sigall en de Francescatti en in 1988 de Eurovision Young Musicians.
Sindsdien speelde hij over de hele wereld. Hij speelde in het Barbican Centre (Londen), Salle Pleyel (Parijs), Suntory Hall (Tokyo), Victoria Hall (Genève), Teatro Monumental (Madrid), National Concert Hall (Dublin), Atatürk Centre (Istanboel), Accademia di Santa Cecilia e Teatro dell'Opera (Rome), Conservatorium Tchaikovskij (Moskou), Carnegie Hall (New York), Konzerthaus (Wenen), Tonhalle Zürich, Philharmonic Grote Zaal (Sint-Petersburg), Spring Festival (Praag), Teatro alla Scala (Milaan), en met vele prestigieuze orkesten.
In Italië heeft hij bijna overal opgetreden. Hij tekende een contract bij de Sony Music Group en zijn eerste CD voor Sony Classical werd uitgebracht in maart 2013. Hij is momenteel de directeur van het Città di Brescia International Violin Competition, lid van de WFIMC (World Federation of International Music Competitions).

## Discografie
- Casella en Castelnuovo Tedesco, Violin Concertos (Sony Classical)
- Respighi, Dallapiccola en Petrassi, Violin Concertos (Sony Classical)
- Mozart, Violin Concertos (Velut Luna)
- Mendelssohn, Violin Concertos (Amadeus)
- Ysaÿe, Sonatas Op.27 (Decca)
- Brahms, sonates voor altviool en viool (Decca)

- Biblioteca Nacional de España: XX1595183
- Bibliothèque nationale de France: cb167165994 (data)
- Gemeinsame Normdatei: 129474657
- International Standard Name Identifier: 0000 0000 4771 5952
- Library of Congress Control Number: n2006091969
- MusicBrainz: 91c3c45c-8173-45d4-bdd6-9764a5d49677
- Nationale Bibliotheek van Israël: 987007400430205171
- Istituto Centrale per il Catalogo Unico: MODV303089
- Système universitaire de documentation: 186059744
- Virtual International Authority File: 1092587
- WorldCat: E39PBJk8XY9kC74CpwMFVWVgrq